# La sonrisa de mamá
La sonrisa de mamá es una película argentina de 1972, dirigida por Enrique Carreras, con guion de Abel Santa Cruz y música de Tito Ribero y Palito Ortega. Es protagonizada por Libertad Lamarque, Palito Ortega, Ángel Magaña, Irma Córdoba, Adriana Aguirre, Gabriel Soriano y Silvia Mores.
Fue la penúltima participación en el cine de Lamarque, así como también su segunda película en el cine argentino desde su exilio en 1946 y la primera luego de doce años cuando había formado parte de Creo en ti. Ortega y Lamarque cantaron para el filme la canción homónima (también conocida como «Se parece a mi mamá»), la cual tuvo mucho éxito.

## Sinopsis
Angélica Zamora (Libertad Lamarque) es una famosa actriz y cantante, dejada de lado por sus tres hijos Julio (Palito Ortega), Clotilde (Silvia Mores) y Felipe, ya casado y con una hija. Tras enterarse de una grave enfermedad que le deja poco tiempo de vida a Angélica, sus hijos y sus amigos Damián (Ángel Magaña) y su esposa (Irma Córdoba), se proponen hacerle pasar sus mejores momentos sin que se entere de la enfermedad que padece. Julio llegará al punto de comprometerse con Carmen (María de los Ángeles Medrano), una joven enamorada de él con la que se pone de novio para complacer a su madre.

## Reparto
- Libertad Lamarque - Angélica Zamora
- Palito Ortega - Julio
- Ángel Magaña - Damián
- Irma Córdoba
- Silvia Mores - Clotilde
- María de los Ángeles Medrano - Carmen
- Nelly Beltrán - Elena
- Emilio Comte - Amigo de Julio
- Ricardo Passano - Doctor Echevarría
- Pablo Danielo
- Tito Mendoza - Amigo de Julio[3]
- Graciela Aivazian - La Bebita

## Canciones
- «Se parece a mi mamá»
- «La chinita cochinera»
- «No es una fiesta»
- «La alegría de mi vida»
- «Anda y tirate al río»
- «Yo sé que anoche te soñé»
- «En el 900»
- «El firulete»
- «Canción de Buenos Aires»